# Lia Rodrigues
Lia Rodrigues dos Santos (São Paulo, 30 de abril de 1956) é uma bailarina e coreógrafa brasileira. Fundadora e diretora da Lia Rodrigues Companhia de Danças, é reconhecida pela crítica nacional e internacional.
Rodrigues estudou balé clássico e cursou História na Universidade de São Paulo. Em 1977, foi uma das fundadoras do grupo independente de dança contemporânea Andança, vencedor do prêmio da APCA em 1978. Entre 1980 e 1982, trabalhou na Compagnie Maguy Marin, na França, onde participou da criação de ‘May B’, um dos mais celebrados espetáculos de dança contemporânea.
Criou e dirigiu por catorze anos o Festival Panorama, mais importante evento anual de dança da cidade do Rio de Janeiro.

## Carreira

### Lia Rodrigues Companhia de Danças
Ao retornar para o Brasil em 1990, Rodrigues mudou-se para o Rio de Janeiro e fundou a própria companhia, Lia Rodrigues Companhia de Danças. A Companhia mantém sua atividade no Centro de Artes da Maré, no Complexo da Maré, com a Escola Livre de Dança da Maré, onde o corpo de bailarinos treina, dá aulas e workshops, desenvolve novas coreografias e se apresenta. A Companhia já se apresentou em diversas cidades do Brasil e e do mundo.<br 

### Curadoria, produção e júri
Ao longo dos anos, Lia Rodrigues também desenvolveu diversas atividades de produção e curadoria de exibições e encontros de dança:
- 1992 - Criou e dirigiu por 14 anos o mais importante festival de dança do Rio de Janeiro,o Panorama da Dança.
- 1998 – Coordenou o projeto "Dança na Quarta" da Universidade Gama Filho no Rio de Janeiro para mostrar trabalhos de artistas cariocas de dança contemporânea.
- 1998 – Exibiu "Memória em Movimento", em homenagem a três grandes nomes da dança nacional: Klaus, Angel e Rainer Vianna ( em conjunto com o pesquisador e crítico de dança Roberto Pereira).
- 1998 – Foi uma das curadoras da exposição Caixa de Folia no Museu da República, no Rio de Janeiro, em comemoração ao 60º aniversário da missão folclórica do escritor Mário de Andrade.
- 1999 – Dividiu a curadoria da exposição Coração dos Outros – Mário de Andrade, com mais de 40 mil visitas.
- 2000 – Criou o ‘Condomínio Cultural’ após recuperar um prédio histórico no Centro do Rio junto com a diretora de teatro Ligia Veiga.
- 2000 a 2002 – Foi coordenadora artística da Mostra BNDES Arte como Ação Social.
- 2002 a 2006 – Criou junto com a dramaturga Silvia Soter e em parceria com o Consulado da França no Rio de Janeiro o projeto ‘Cahier de Dance’, um lugar de encontro e intercambio entre bailarinos franceses e brasileiros.
- 2003 – Organizou o programa de dança do Rio de Janeiro para 12 dos maiores teatros e centros culturais franceses em preparação para o Ano do Brasil na França 2005.
- 2003 – Jurada do programa 'Mentor and Protégé' da Rolex Foundation.

### Colaboração com artistas visuais
- 1998 - Criação da performance para a retrospectiva Lygia Clark no museu Paço Imperial.
- 2001 - Performance para a obra ‘Teresa’ do artista Tunga no Centro Cultural Banco do Brasil.
- 2003 - Performance para a obra ‘TRou Rouge’ do artista Tunga no museu do Inhotim.
- 2005 - Performance para a instalação 'Laminadas Almas' de Tunga, no Espaço Tom Jobim, Jardim Botânico do Rio de Janeiro.

### Projetos na Favela da Maré
Desde 2004, Lia Rodrigues desenvolve atividades artísticas e educacionais na Favela da Maré, no Rio, em parceria com a ONG Redes da Maré. Dessa colaboração nasceu o Centro de Artes da Maré, aberto ao público em 2009, e lá a Escola Livre de Danças da Maré, inaugurada em 2011.
O Centro de Artes da Maré é um espaço para criação, formação e difusão das artes e é também a sede da Lia Rodrigues Companhia de Danças. Nesse espaço a Companhia criou e estreou seus trabalhos “Pororoca”, “ Piracema” e “Pindorama” e realizou em 2009 , com o apoio da Fundação Prince Claus, o projeto “Nova Holanda – Novos Horizontes: dança para todos”, com aulas de dança gratuitas para moradores da Maré.

### Projetos em educação
Durante os 40 anos de atividade profissional, a coreógrafa articula formação e criação artística ministrando aulas, workshops, oficinas e palestras.
- 1999 - Organizou aulas para professores de CIEPS em várias cidades do Brasil (São Luiz do Maranhão, Marabá, Catas Altas-MG, Paraoapebas) no projeto Escola que Vale da Fundação Vale do Rio Doce.
- 2005 - Organizou aulas de dança em escolas de bairros populares do Rio de Janeiro para o projeto TIM.
- 2005 - Foi professora convidada do Fórum Dança e do curso de coreografia do “Programa Gulbenkian de Criatividade e Criação Artística” ambos em Lisboa.
- 2006 - Participou do projeto ‘Education Acts!’ do Tanzquartier em Viena, Austria.
- 2007 - Foi uma dos orientadores de artistas no projeto residências da Fundação Gulbenkian, Lisboa.
- 2009 - Foi professora convidada do programa ESSAIS de pós graduação da École Supérieure du Centre National de Danse Contemporaine de Angers, França.
- 2011 - Foi professora convidada da escola PARTS de Anne Teresa De Keersmaeker, Bélgica.
- 2012 - Professora convidada para os alunos do curso regular da École Supérieure du Centre National de Danse Contemporaine de Angers, França.
- 2014 - Professora convidada e dirigiu a finalização do curso de formação avançada para alunos do PEPCC do Fórum Dança em Lisboa.
- 2017 - Professora convidada do Fórum Dança de Portugal, onde ministrou aulas para os alunos do PEPCC e para o curso Dança e Comunidade.
- 2017 - Fez o acompanhamento dos estudantes do programa de Mestrado (Master /Exerce) do ICI — CCN de Montpellier, França.
- 2018 – Professora convidada da Freie Universität Berlin / Valeska Gert junto com a Akademie der Künste Berlin.[3]

## Prêmios e intercâmbio
Desde 2018, Lia Rodrigues é uma artista associada do Théâtre National de Chaillot e do Le 104, ambos em Paris. Em 2005, ganhou do governo francês a medalha de Chevalier des Arts et Lettre. Recebeu prêmio da Fundação Prince Claus, da Holanda, em 2014, por seu trabalho artístico e social. Nesse mesmo ano foi agraciada com o AFIELD Fellowship por sua iniciativa no Centro de Artes da Maré. Em 2016, recebeu a premiação de coreografia da Société des Auteurs et Compositeurs Dramatiques [SACD]. No ano de 2017, recebeu o prêmio Itaú Cultural 30 anos na categoria Criar. 
Além dos prêmios da companhia:
- 1978 - Prêmio Revelação da Associação Paulista dos Críticos de Arte (Grupo Andança).
- 1994 - Prêmio Troféu Mambembe do Ministério da Cultura - Melhor Coreógrafa.
- 1995 - Prêmio Estimulo do Ministério da Cultura.
- 1995 - Bolsa Vitae de Artes, Fundação Vitae.
- 1998 - Prêmio O Globo em Movimento/Dança Brasil.
- 1998 - Prêmio Projeto Piloto Cena Aberta dos Ministérios da Cultura e do Trabalho.
- 2000 - Premio RioDança “Coreógrafo” e “ Trilha Sonora” (para Zeca Assumpção), da cidade do Rio de Janeiro, com o espetáculo Aquilo De Que Somos Feitos.
- 2001 - Lia Rodrigues Companhia de Danças é escolhida para fazer parte do programa do Ministério da Cultura do governo Francês “Acueil Studio” , através de co-produção com o Centro Coreográfico de Rillieux -la - Pape /Lyon / França e da Companhia Maguy Marin/França.
- 2002 - Prêmio Herald Angel como um dos melhores espetáculos do Fringe Festival de Edimburgo/Reino Unido com o espetáculo Aquilo de que somos feitos.
- 2003 - Prêmio do Público - FIND 11 º Festival International de Nouvelle Danse / Canadá.
- 2007 - Prêmio Herald Angel como um dos melhores espetáculos do Fringe Festival de Edimburgo/Reino Unido com seu trabalho Encarnado.
- 2007 - Condecorada pelo governo francês com a medalha de Chevalier des Arts et des Lettres.
- 2010 - Premio APCA " Percurso em Dança : 20 anos da Lia Rodrigues Companhia de Danças"
- 2014 - Premio APCA " Grande Premio da Critica por "Pindorama" e "Exercício M".
- 2014 - Prêmio Prince Claus, da Fundação Prince Claus da Holanda, por seu trabalho artístico e social.
- 2016 - Prêmio da Sociedade de Autores e Compositore Dramáticos da França (SACD) Coreografia.
- 2017 - Prêmio Itaú Cultural 30 Anos - Categoria Criar.
- 2017 - Prêmio Bravo Bradesco (Para Que o Céu Não Caia).
- 2017 - Prêmio Questão de Crítica (Para Que o Céu Não Caia).
- 2018 - Escolhida como Coreógrafa do Ano pela revista alemã Tanz.

### Indicações
- 2002 - Formas Breves entre os melhores espetáculos de dança do ano no Rio de Janeiro escolhidos pelo jornal O GLOBO.
- 2001 - Indicação para o Prêmio Multicultura Estadão conferido pelo jornal O Estado de S. Paulo.
- 2000 - Indicação para o Premio RioDança “Categoria Especial” por seu trabalho a frente do Panorama de Dança.
- 1997 - FOLIA II entre os seis melhores espetáculos de dança do ano no Rio de Janeiro escolhidos pelo jornal O GLOBO.
- 1996 - Indicação para o Prêmio Mambembe (Integração de linguagens música/dança em FOLIAt)
- 1996 - MA/FOLIA entre os seis melhores espetáculos de dança do ano no Rio de Janeiro escolhidos pelo jornal O GLOBO.